# Dokuczajewsk
Dokuczajewsk (ukr. Докучаєвськ) – miasto na Ukrainie w obwodzie donieckim.

## Historia
Miejscowość została założona w 1912 r. jako osiedle dla robotników miejscowych kamieniołomów, jej pierwotna nazwa brzmiała Oleniwski Karjery. W 1954 r. nazwę zmieniono na cześć rosyjskiego geologa i gleboznawcy Wasilija Dokuczajewa. Od 2014 znajduje się pod kontrolą Donieckiej Republiki Ludowej. 

## Demografia
- 2013 – 23 733[3]
- 2014 – 23 641[1]